# Jakob Benzelius

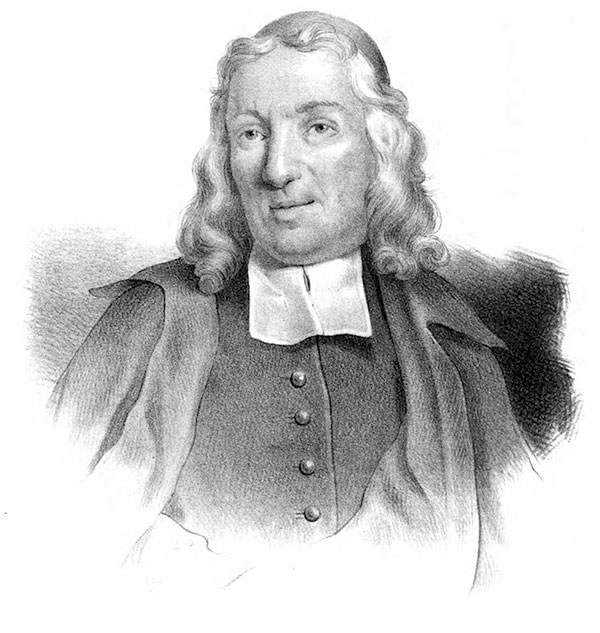
Jakob Benzelius

Jakob Benzelius, manchmal auch Jacob Benzelius (* 26. Februar 1683 in Uppsala; † 19. Juni 1747 in Stockholm) war ein schwedischer lutherischer Theologe und Erzbischof von Uppsala.  

## Familie
Benzelius gehört zur bedeutenden Theologenfamilie Benzelius. Sein Vater Erik Benzelius der Ältere war Theologieprofessor in Uppsala und später Erzbischof, seine Mutter Margaretha Odhelia (1653–1693) war eine Enkelin des Erzbischofs Petrus Kenicius. Von deren Kindern wurden drei Söhne mit dem Namen Benzelstierna geadelt und hatten hohe weltliche Ämter inne, während Jakob als Nachfolger seines Bruders Erik und Vorgänger seines Bruders Henrik Erzbischof und somit höchster Würdenträger der Schwedischen Kirche war. 
Benzelius heiratete 1709 Catharina Edenberg (1693–1765), die ebenfalls eine Nachkommin der Erzbischöfe Petrus Kenicius und Johannes Canuti Lenaeus (1573–1669) war. Ihre Söhne wurden 1747 ebenfalls geadelt und führten seitdem den Namen Benzelstierna. Ihre Tochter Margareta heiratete den Bischof Johannes Engeström (1699–1777).

## Leben
Benzelius studierte an der Universität Uppsala und erwarb 1703 den philosophischen Magistergrad. Anschließend arbeitete er als Adjunkt an der Universität, bevor er von 1707 bis 1709 eine Studienreise nach Deutschland, Frankreich und Holland machte. Nach der Rückkehr arbeitete er wieder an der Universität Uppsala und hatte die Pfarrei Uppsala-Näs als Präbende. 1718 wurde er zum Theologieprofessor an die Universität Lund berufen und amtierte 1722 als Rektor. 1725 wurde er zum Doctor theologiae promoviert. 1731 wurde er als Nachfolger seines Bruders Erik Benzelius der Jüngere Bischof von Göteborg. Als dieser 1743 noch vor dem Amtsantritt als Erzbischof von Uppsala starb, wurde Jakob 1744 sein Nachfolger. Er taufte 1745 den Kronprinzen Gustav (später König Gustav III.). 1747 starb er während des Reichstags in Stockholm, wurde aber im Dom zu Uppsala beigesetzt.

## Werk und Bedeutung
Benzelius hatte vor allem durch seine theologischen Lehrbücher, die im Geist der Lutherischen Orthodoxie verfasst waren, einen nachhaltigen Einfluss. Seine Epitome repetitionis theologicæ (zuerst 1734, auch auf Schwedisch) wurde noch bis weit ins 19. Jahrhundert nachgedruckt und im Schulunterricht benutzt. Besonders scharf wandte er sich gegen Anhänger des Pietismus wie Johann Konrad Dippel und Erik Tolstadius (1693–1759). Als Mitglied des Reichstags unterstützte er die Partei der Hattarne.